# Útok plynovou bombou na policii v Paříži (červen 2017)
Útok plynovou bombou na policejní vůz na pařížské třídě Champs-Élysées (francouzsky Attaque du 19 juin 2017 sur les Champs-Elysées), spáchaný dne 19. června 2017, byl proveden ozbrojeným francouzským islámským radikálem. Francouzské ministerstvo vnitra uvedlo, že bílý automobil značky Renault Mégane, jímž 31letý Adam Dzaziri zcela záměrně zaútočil na policejní vozidlo, byl naložen plynovými láhvemi a obsahoval zbraně (dle agentury AFT zde byl nalezen např. kalašnikov a pistole). Vůz po nárazu explodoval. Pachatel byl při tomto neúspěšném útoku policií zneškodněn, jiné oběti nebyly hlášeny.